# Gedeon Mutanga
Gedeon Mutanga – kongijski watażka, dowództwa milicji Mai Mai. Oskarżany o popełnianie zbrodni przeciwko ludzkości.
Po zakończeniu II wojny domowej w Kongu i okresie rebelii w Katandze, oddał się 16 maja 2006 w ręce żołnierzy ONZ. Jego proces miano pierwotnie przeprowadzić w Międzynarodowym Trybunale Karnym, jednak Demokratyczna Republika Konga zażądała osądzenia go w kraju. Po wielomiesięcznym procesie, 5 marca 2009 sąd skazał go na karę śmierci. Wyroku jednak przez długi czas nie wykonywano, a we wrześniu 2011 w Lubumbashi stolicy Katangi, po szturmie Mai Mai na więzienie, Mutanga został uwolniony wraz z 960 osadzonymi. Po ucieczce z więzienia, władze w Kinszasie oferują za jego głowę 100 tysięcy dolarów.